# هيسانوري فوجيتا
هيسانوري فوجيتا (باليابانية: 藤田尚徳؛ بالكانا: ふじた ひさのり) هو عسكري ياباني، ولد في 30 أكتوبر 1880 في محافظة طوكيو ‏ في اليابان، وتوفي في 23 يوليو 1970 في آيتشي في اليابان.